# New Jack
Jerome Young (født 3. januar 1963, død 14. maj 2021) var en amerikansk fribryder, bedst fra ECW og XPW som New Jack.

## Biografi

### Før wrestling
Før Jerome fik sin debut i wrestling, tjente han penge som dusørjæger. Jerome har efter eget udsagn, 4 mord på samvittigheden. 

### Extreme Championship Wrestling
I ECW blev Jerome kendt som New Jack, og han taggede sammen med Mustafa Saed som The Gangstaz. Holdet, og især New Jack, blev vildt populære blandt det blodtørstige ECW publikum, for deres voldelige stil. Holdet bragte altid våben med til ringen, og ofte endte deres kampe ved at New Jack sprang ned fra op til 12 meters højde, på sin modstander. I 1996 hændte en af de mest blodige hændelser i pro wrestling nogensinde da New Jack gik amok i ringen på Eric Kulas. Erik Kulas blev så ilde tilredt at tv stationer og betalings-tv udbydere nægtede at vise ECW. Dette var ikke eneste gang at New Jack brød manuskriptet og gik amok på sine modstandere. Samme skete mod Chad Austin, da New Jack brækkede hans ben med vilje. I 2000 blev New Jack meget alvorligt skadet da han under en kamp med Vic Grimes faldt ned fra et 10 meter højt rækværk på betongulv, men værst af alt var at den 160 kg tunge Vic Grimes landede på New Jacks hoved og gav ham kraniebrud og ødelagt syn. 

### Xtreme Pro Wrestling
Efter ECW lukkede i 2001 dukkede New Jack nærmest med det samme op i konkurrenten på vestkysten, XPW. Her fortsatte New Jack sin brutale stil. Det mest mindeværdige fra hans periode i XPW var dog i en "Scaffold match" (dansk: Rækværk), hvor New Jack mødte Vic Grimes. Planen i kampen var at Vic Grimes skulle falde ned fra det 25 meter høje rækværk og lande i en høj stabel af borde, men efter New Jacks udsagn fortrød Vic Grimes da han stod deroppe. New Jack, der havde gemt en stungun på sig, truede først Vic Grimes og brugte derefter våbnet på ham for at lamme ham. Herefter slyngede New Jack ham ud fra rækværket i håb om at slå ham ihjel som hævn for hændelsen tilbage i 2000 i ECW, og Vic Grimes missede stablen af borde, men blev reddet ved at lande i wrestling ringens reb, der tog en del af faldet. New Jack blev fyret med det samme. 

### Flere problemer
To hændelser mere dukkede op. I 2003 gik New Jack amok på den 80 år gamle wrestling veteran, Gypsy Joe, da publikum tirrede New Jack med racistiske bemærkninger, men også fordi Gypsy Joe var stiff i ringen. New Jack gik amok på ham med en baseball kølle, bundet ind i pigtråd. I 2004 gik det ud over William Lane der blev stukket i ansigtet og i maven med en metalgenstand af New Jack adskillige gange.